# 学校法人茨城キリスト教学園
茨城キリスト教学園（いばらきキリストきょうがくえん）は、茨城県日立市に本部を置き、認定こども園・中学校・高等学校・大学・大学院を設置している学校法人である。
認定こども園・中学校・高等学校・大学・大学院は同じキャンパス内にあり広大な敷地面積を誇っている。講堂や礼拝堂などの設備があり、学校行事の他にも様々なイベントが行われている。礼拝堂は1974年に竣工。設計・建築は白井晟一。名称はサンタ・キアラ館だが、キアラ館の愛称で親しまれている。
2018年12月から正門が大甕駅西口側に移り、大甕駅から徒歩1分となった。
中学校と高等学校は、2005年度から、中高一貫教育を開始しており、2017年にはユネスコスクール認定校となる。大学は、文学部・生活科学部・看護学部・経営学部（8学科専攻）を設置している。大学院は、文学研究科、生活科学研究科、看護学研究科（4専攻）を設置している。

## 設置学校
- 茨城キリスト教大学・大学院
- 茨城キリスト教学園中学校・高等学校
- 茨城キリスト教大学附属 認定こども園みらい園 (大みか町)
- 茨城キリスト教大学附属 認定こども園せいじ園 (助川町)

## 過去にあった学校
- 茨城キリスト教大学短期大学部
- 茨城キリスト教大学附属 聖児幼稚園
  - 多賀園
  - 日立園
  - 高萩園

## 最寄駅
JR東日本常磐線 大甕駅